# Wideodrom
Wideodrom (ang. Videodrome) – amerykańsko-kanadyjski film fabularny z 1983 roku w reżyserii Davida Cronenberga. Główną rolę Maksa Renna zagrał dwukrotnie nominowany do Oscara James Woods (Duchy Mississippi).

## Fabuła
Operator telewizji kablowej, Max Renn, odkrywa piracki kanał, na którym prezentowane są szokujące filmy. Ich bohaterami są osoby, które w rzeczywistości poddawane są okrutnym torturom. Chcąc wykorzystać tego typu nagrania w swojej stacji, rozpoczyna poszukiwanie nadawcy nielegalnego programu. Jednocześnie odkrywa iż program tak naprawdę jest nadawany z USA. Jego dziewczyna, Nicki, wyrusza w poszukiwaniu nadawcy lecz nie wraca.